# Schubladenregal

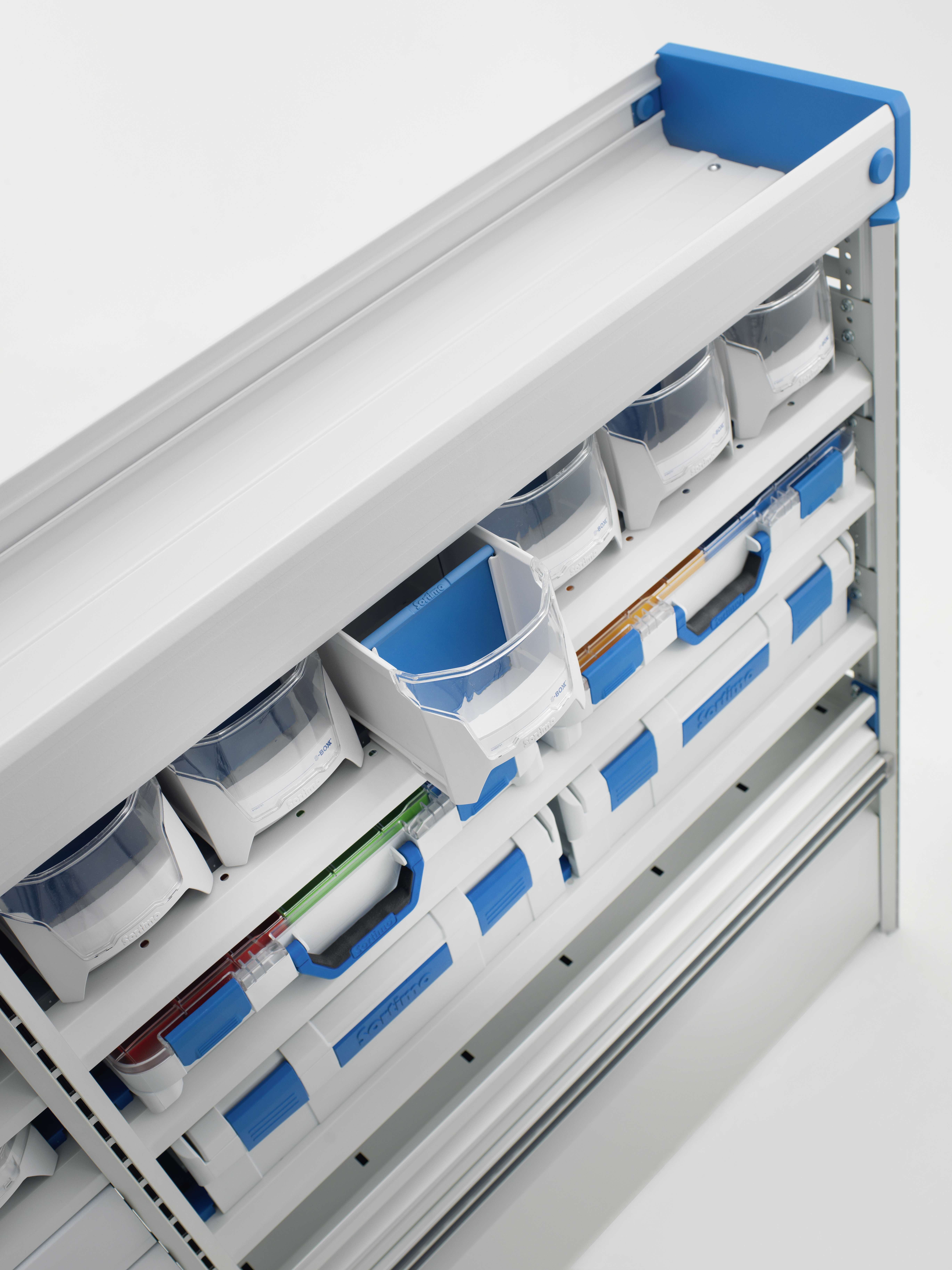
Regal für Kleinteile mit Schubladenregalelementen

Schubladenregale sind Regalsysteme mit horizontalen oder vertikalen Ausziehschubladen; sie ermöglichen gute Platznutzung und Zugänglichkeit.

## Industrielle Schubladenregale
In der Industrie- und Lagertechnik werden ebenfalls Schubladenregale genutzt. Sie werden in der Regel mit individualisierbaren Schubladen (z. B. Wabensystem) angeboten. Die Regale bieten gute Raumnutzung in die Höhe bei hoher Stabilität und sind auch für Schwerlasten geeignet. Es gibt verschiedene Lösungen für die Verstauung von Kleinteilen bis hin zu Meterware (z. B. Rohre).